# Иванова, Елизавета Ильинична
Елизавета Ильинична Иванова — передовик сельхозпроизводства, животновод, доярка совхоза «Можгинский» Удмуртской АССР, общественный деятель. Герой Социалистического Труда (1982). 

## Биография
Елизавета Ильинична Иванова родилась 10 октября 1930 года в крестьянской семье деревни Кинягил Можгинского района Удмуртской АССР. По окончании школы училась швейному делу в Можге, получила второй разряд по специальности портнихи, однако тяга к деревенской жизни и сельскохозяйственному труду вынудили её вернуться в родную деревню.
В 17-летнем возрасте Елизавета начала трудиться в совхозе дояркой и скотоводом. Несмотря на то, что ферма была довольно слаба экономически, вскоре хозяйство окрепло, и в совхозе развернулось социалистическое соревнование животноводов. В 1965 году Елизавета Ильинична выступила с инициативой из выращенных ею телят холмогорской породы подбирать группу нетелей и после отёла организовать их раздой. Уже в 1967 году по первому отёлу она получила от каждой закреплённой за ней коровы по значительно превышающие план 2385 кг молока. Повышая и далее показатели надоя, Елизавета Иванова в 1968 году впервые в районе получила по 3000 кг, а позднее 3500 кг и даже 4000 кг молока от каждой закреплённой за ней коровы.
Трудовые заслуги доярки неоднократно отмечались. Елизавете Ильиничне было присвоено звание «Мастер животноводства 1 класса». Она являлась неоднократной участницей ВДНХ СССР и была удостоена серебряной и бронзовой медалями выставки, а по итогам восьмой пятилетки была награждена орденом Ленина. Также она трижды награждалась знаками «Победитель социалистического соревнования» (1973, 1975, 1979), знаком «Ударник десятой пятилетки», Почётной Ленинской грамотой; в 1981 году была признана лучшей дояркой Можгинского района, в 1982 году была удостоена диплома «Мастер — золотые руки».
Указом Президиума Верховного Совета СССР от 6 сентября 1973 года «за большие успехи, достигнутые во Всесоюзном социалистическом соревновании, и проявленную трудовую доблесть в выполнении принятых обязательств по увеличению производства и заготовок продуктов животноводства в зимний период 1972—1973 годов» Ивановой Елизавете Ильиничне было присвоено звание Героя Социалистического Труда с вручением ордена Ленина и золотой медали «Серп и Молот».
Помимо сельскохозяйственной деятельности Елизавета Ильинична уделяла внимание также общественной работе. Будучи членом КПСС (с 1968 года), избиралась членом Можгинского горкома КПСС, членом бюро горкома партии, делегатом трёх областных партийных конференций, делегатом XXV съезда КПСС, депутатом районного Совета депутатов трудящихся.